# John Garibaldi Sargent
John Garibaldi Sargent (Ludlow, 13 ottobre 1860 – Ludlow, 5 marzo 1939) è stato un politico e statistico statunitense.

## Biografia
Fu il 54º procuratore generale degli Stati Uniti sotto il presidente degli Stati Uniti d'America Calvin Coolidge (30º presidente).
Studiò alla Tufts University, fra gli altri incarichi ricoperti quello, svolto in più occasioni, di procuratore generale dello stato del Vermont. Alla sua morte il corpo venne seppellito nel Pleasant View Cemetery